# بیلا (فیلم ۲۰۰۹)
«بیلا» (تلگویی: బిల్లా) یک فیلم است که در سال ۲۰۰۹ منتشر شد. از بازیگران آن می‌توان به آنوشکا شتی، نامیتا و هانیسکا موتوانی اشاره کرد.